# Konrad-Adenauer-Haus (Bonn)

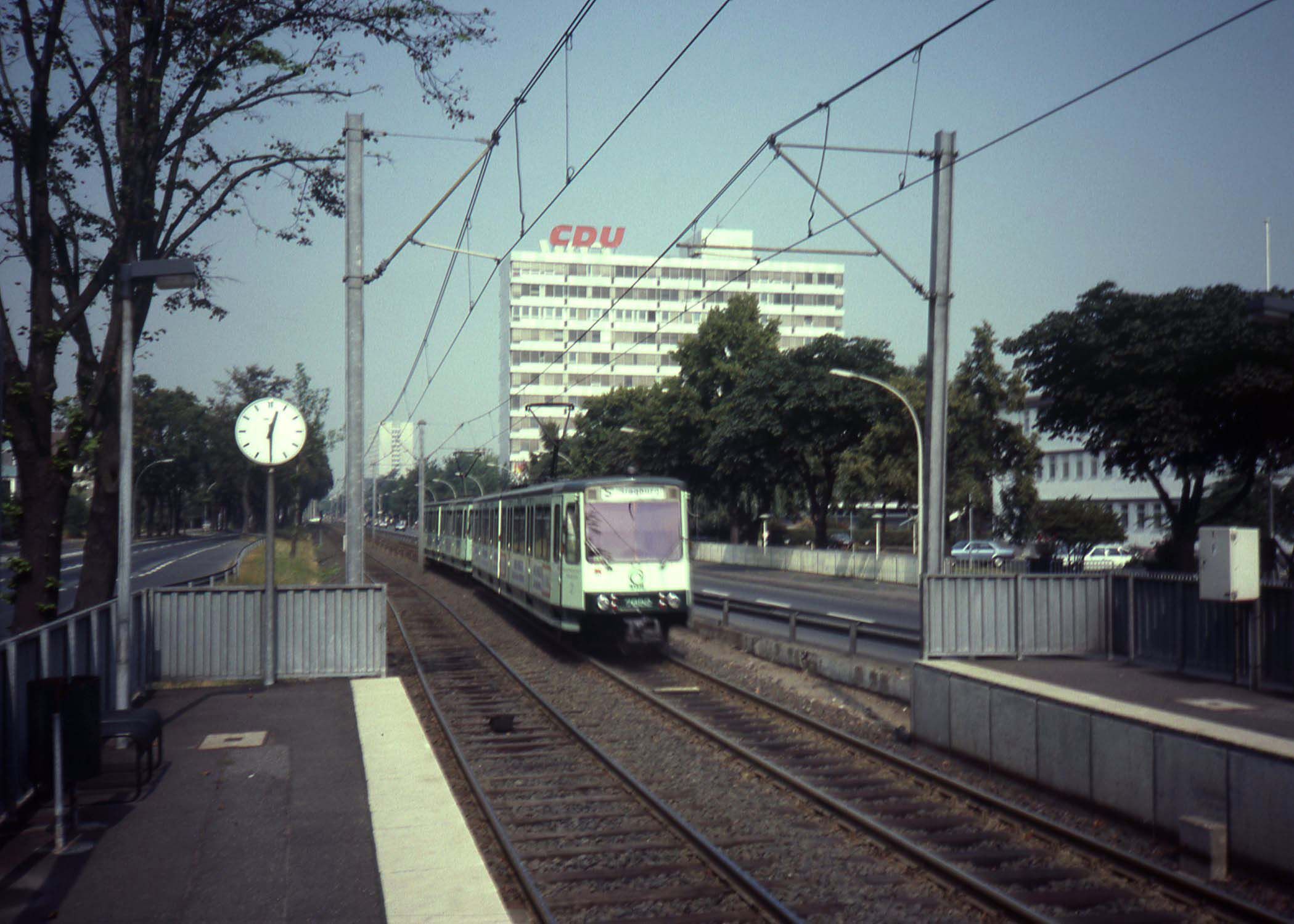
Stadtbahnwagen auf der Stadtbahnstrecke Bonn–Bad Godesberg, Station Landesbehördenhaus, und Konrad-Adenauer-Haus (1983)

Das Konrad-Adenauer-Haus im Bonner Parlaments- und Regierungsviertel war von 1971 bis 2000 Sitz der Bundesgeschäftsstelle der Christlich Demokratischen Union Deutschlands (CDU). Es befand sich an der Ostseite der Friedrich-Ebert-Allee (Bundesstraße 9) im Ortsteil Gronau und wurde im Dezember 2003 gesprengt.

## Geschichte
Ziel der Errichtung des nach dem ersten Bundeskanzler und Parteivorsitzenden Konrad Adenauer benannten Baus war die Zusammenführung der zuvor in 17 Gebäuden über das Bonner Stadtgebiet verteilten CDU-Zentrale. Ihre Arbeit in Bonn hatte sie Ende 1950 im Ortsteil Poppelsdorf aufgenommen. Anschließend befand sich der Hauptstandort im Gebäude des Verbands der Deutschen Zuckerindustrie in der Südstadt. 1962 erwarb die CDU das Grundstück an der B 9 von der Stadt Bonn für 450.000 D-Mark. Bereits im Frühjahr 1963 wurden in Folge eines Architektenwettbewerbs die beiden zweitplatzierten Frankfurter Architekten Max Meid und Helmut Romeick für das Projekt verpflichtet. Ende 1965 beantragte die Partei die Baugenehmigung, die im Dezember 1967 erteilt wurde. Die Pläne wurden jedoch zunächst aus Kostengründen zurückgestellt.
Nach dem erstmaligen Wechsel der CDU in die Opposition (1969) erhöhte sich auch aufgrund des steigenden Personalstands in der Parteizentrale die wahrgenommene Notwendigkeit einer effektiveren Parteiorganisation, sodass die Pläne forciert wurden. Die parteiinterne Bewilligung des Neubaus erfolgte durch den Bundesparteitag im November 1969 in Mainz. Der Baubeginn erfolgte Anfang 1970. Die Kosten in Höhe von etwa 20 Millionen Mark sollten zunächst, vorfinanziert durch einen Hypothekenkredit, ohne Belastung der Parteikasse durch projektgebundene Spenden („Bausteine“) und Abgaben von CDU-Abgeordneten aufgebracht werden. Schließlich wurde, nachdem sich diese Finanzierungsgrundlage als unzureichend erwiesen hatte, Ende 1970 die „Konrad-Adenauer-Haus GmbH & Co. KG“ mit der CDU-eigenen Union Betriebs-Gesellschaft als Komplementär gegründet, die Kommanditanteile ab 1000 Mark an die Öffentlichkeit verkaufen sollte. Zudem mussten einige Etagen des Hochhauses zunächst vermietet werden. Das nach dem Entwurf von Meid und Romeick errichtete Hochhaus wurde im Dezember 1971 bezogen. Die offizielle Einweihungsfeier fand unter dem Parteivorsitzenden Rainer Barzel im Januar 1973 statt und war mit der Aufstellung einer von der Familie Adenauer gestifteten Konrad-Adenauer-Büste verbunden.
Aufgrund der anstehenden Verlegung des Parlaments- und Regierungssitzes nach Berlin (1999) verkaufte die CDU die Immobilie bereits im Februar 1998 für 17 Millionen D-Mark an die Deutsche Telekom.  Ab dem 23. August 1999 tagten Bundesvorstand und Präsidium bereits regelmäßig in Berlin. In der CDU-Spendenaffäre war das Konrad-Adenauer-Haus noch einmal Schauplatz von Sondersitzungen der CDU-Gremien: am 8. Dezember 1999 von Bundesvorstand und Präsidium, am 22. Dezember 1999 und am 4. Februar 2000 des Präsidiums. Der Umzug der Parteizentrale mit zuletzt 155 Mitarbeitern in die Hauptstadt erfolgte dann unter der frisch gewählten Parteivorsitzenden Angela Merkel als letzte der im Bundestag vertretenen Parteien Ende Juni 2000 ins neue Konrad-Adenauer-Haus. Zeitweilig war hier noch eine Hilfsorganisation für ukrainische Waisenhäuser untergebracht. Nach vorangegangenen Abrissarbeiten ab Juni 2003 wurde schließlich am 14. Dezember 2003 das Hochhaus der ehemaligen Parteizentrale gesprengt. Auf dem Gelände entstand von 2006 bis 2008 der Office Port Bonn, in den die Zentrale der Telekom-Festnetzsparte T-Home eingezogen ist. Es ist eine Station des Geschichtsrundwegs Weg der Demokratie.

## Gebäude
Das Konrad-Adenauer-Haus war ein Stahlbetonskelettbau, verkleidet durch italienischen Kalkstein. Die Anlage hatte entlang der Friedrich-Ebert-Allee (B 9) eine Gesamtlänge von 115 m. Dem elfstöckigen scheibenförmigen Hochhaus (Höhe: 44 m) mit etwa 7.200 m² Bürofläche, das mit vier Stützen zur Straße hin vorkragte, waren im Norden ein zweistöckiges Betriebs- und Verlagsgebäude und im Süden eine Kantine für die Mitarbeiter, Clubräume, Sitzungsräume, ein Konferenzsaal für 100 Personen und ein 600 Personen fassender Festsaal („Union-Säle“), der auch an parteifremde Organisationen vermietet wurde, sowie eine an diesen angeschlossene Gastwirtschaft („Union-Stuben“) angegliedert. Der Nord- und der Südtrakt waren von Stützen getragen und umschlossen jeweils einen Innenhof; die Überdachung der Säle bildete eine Leichtstahlkonstruktion mit rautenförmiger Metallverkleidung. Unterkellert war das Gebäude durch eine zweistöckige Tiefgarage. Das Büro des Parteivorsitzenden befand sich im neunten Stock, eine Etage darüber das Büro des Generalsekretärs; im ersten Geschoss tagten Präsidium und Bundesvorstand. Charakteristisch für dieses Gebäude im damaligen Regierungsviertel waren die im Herbst 1972 installierten  großen roten Leuchtbuchstaben „CDU“ auf dem Dach, die noch am Tag des Auszugs der Bundesgeschäftsstelle am 30. Juni 2000 demontiert wurden. Sie sind seither im  Besitz des Hauses der Geschichte.

„Dort, wo die Friedrich-Ebert-Allee zwanglos in die Kölner Straße übergeht, steht das weiße Adenauer-Haus, dessen Raster von überall her vertraut ist, hinter dem nach täglicher Erfahrung die Verwaltungen, die Bürokratien, die Versicherungen vor allem, die Banken auch – und mehr noch die etwas kleineren Konzerne zu Hause sind. Bei näherem Blick erkennt man, daß die Fensterordnung mit dem großen Atem zusätzlich geadelt wird durch das Material der Brüstungsbänder: es ist weißer Carrara-Marmor, gerade so wie bei Banken, Versicherungen und bei den etwas kleineren Konzernen. Was bleibt sonst noch zu sagen? Daß die weiße Scheibe auf feinen Stützen steht, quer zur Straße wie eine Reklametafel mit dem schnittigen Markenzeichen der Firma obenauf (…), auch Grün um sich hat und vom langen Schußanlauf eines niedrigeren Pavillontrakts angezielt wird (…).“